# Kapušany
Kapušany (in ungherese Kapi) è un comune della Slovacchia facente parte del distretto di Prešov, nella regione omonima.